# Martin Sieberer
Martin Sieberer (* 6. Mai 1968 in Hopfgarten im Brixental) ist ein österreichischer Koch und Kochbuchautor.

## Werdegang
Nach der Ausbildung wechselte Sieberer 1990 zum Grand Hotel Kronenhof in Pontresina in der Schweiz, 1991 zum Schloss Fuschl bei Salzburg, 1992 zum Altwienerhof in Wien, 1992 zum Seehotel Sieber in Konstanz, 1993 zum Romantikhotel Tennerhof in Kitzbühel und 1998 zum Imperial Hilton in Tokio.
Seit 1996 ist Martin Sieberer Küchenchef im Restaurant Paznauner Stube und im Hotel Trofana Royal in Ischgl. 2000 wurde er als Koch des Jahres von Gault Millau Österreich ausgezeichnet. 2005 wurde die Paznauner Stube erstmals mit einem Michelinstern ausgezeichnet. Er ist Küchenchef aller Restaurants des Hotels.
Sieberer ist verheiratet und hat drei Kinder.

## Auszeichnungen
- 1997: Aufsteiger des Jahres von Gault Millau Österreich[6]
- 2000: Koch des Jahres von Gault-Millau Österreich[1]
- 2005: Ein Michelinstern für das Restaurant Paznauner Stube[3]

## Publikationen
- Von allen Sinnen. Kochkunst in den Alpen. Haymon Verlag, 2001, ISBN 978-3-85218-355-8.
- Leibkoch, Leibarzt, Leibspeis – Schlank essen mit Genuss. Carl Ueberreuter Verlag, 2001, ISBN 3-8000-3822-6.
- Prost Mahlzeit! Kochen und Genießen mit Bier. Haymon Verlag, 2003, Gourmand World Cookbook Award 2003, ISBN 978-3-85218-421-0.
- Ideen für den kleinen Hunger. Tyrolia, 2006, ISBN 3-7022-2789-X.
- Von Sieben Sinnen. Neuer Umschau Buchverlag, 2008, ISBN 978-3-86528-631-4.
- Knödel in allen Variationen – Kochen und Genießen mit Bier.  Tyrolia, 2008, ISBN 978-3-7022-2979-5.
- Von süßen Sinnen. Löwenzahn Verlag, 2010, ISBN 978-3-7066-2476-3.
- Paznauner Küchengeheimnisse: Martin Sieberer und der Club der Paznauner Köche. Michael Wagner Verlag, 2020, ISBN 978-3-7107-6705-0.